# Igreja de São Bento (Angra do Heroísmo)

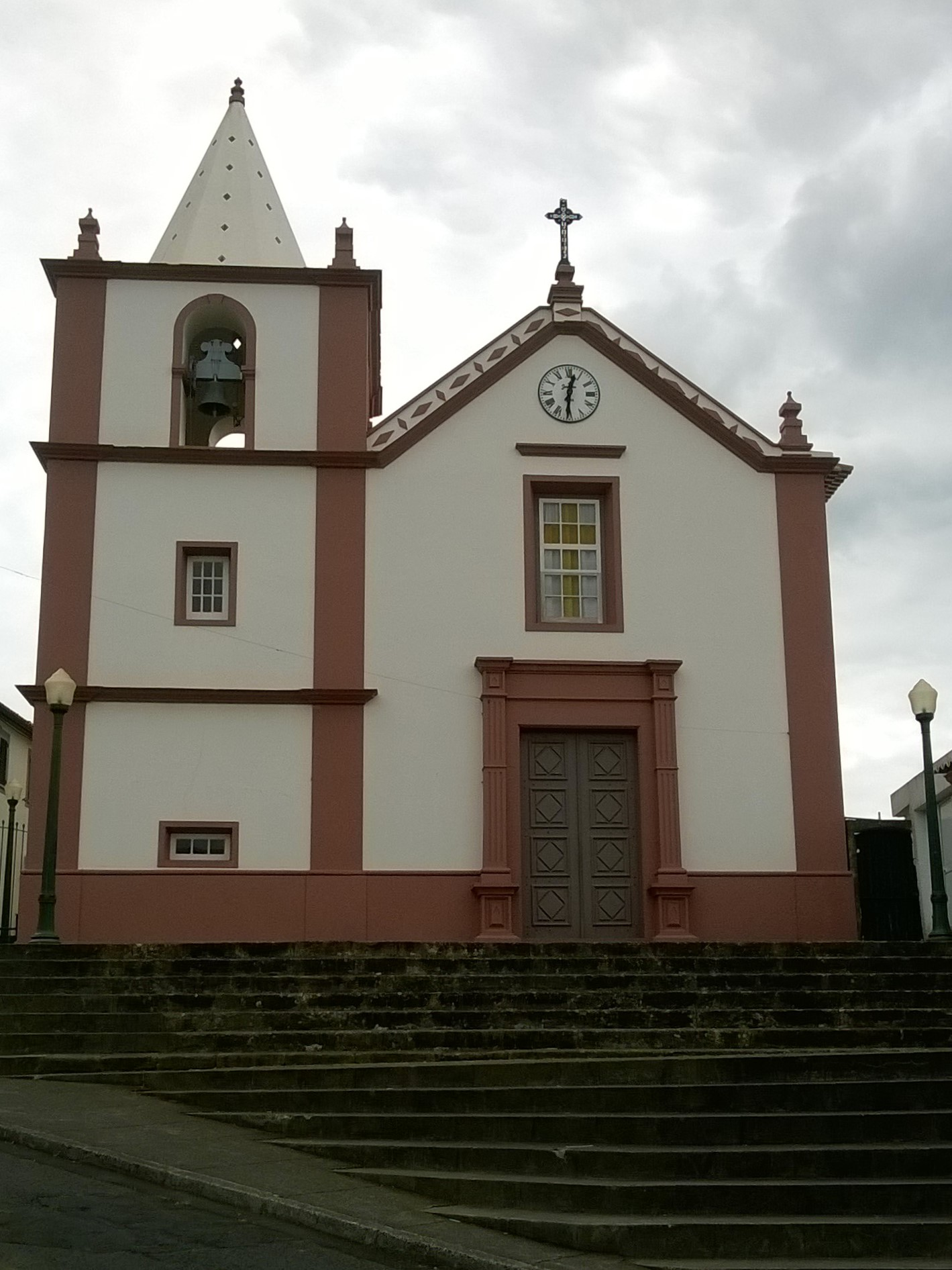
Igreja de São Bento, Angra do Heroísmo.

A Igreja de São Bento localiza-se na freguesia de São Bento, concelho de Angra do Heroísmo, na Ilha Terceira, Região Autónoma dos Açores, em Portugal.

## História
Pouco se conhece a respeito deste templo, situado no extremo oriental de Angra do Heroísmo, área onde outrora existia uma das portas da cidade.
Primitivamente traduzia-se numa pequena ermida, onde então se praticava o culto com vista a assistir os habitantes da região.
Com o aumento da população, foi elevada à paróquia no ano de 1572. Reportando-se a este ano, Francisco Ferreira Drummond registou nos  Anais da Ilha Terceira:
"Foram neste ano creadas pelo bispo D. Gaspar de Faria as vigararias de São Pedro e de São Bento, e nesta última foi seu primeiro paroco Manuel Fernandes Pepino. Em ambas estas paróquias existem os primeiros assentos da vida civil, ainda que em estado de deterioração."
É possível que a igreja paroquial de São Bento fosse, no decurso dos tempos, objecto de várias obras, mas só se tem conhecimento de que os grandes trabalhos de restauro se realizaram em parte no ano de 1901. O seu aspecto exterior é semelhante ao de muitas igrejas da Ilha Terceira. No seu interior dispõe de uma só nave, ao fundo da qual está a capela-mor com a imagem da Virgem da Conceição, encontrando-se num nicho lateral a imagem de São Bento, orago da igreja. Numa capela lateral, do lado do evangelho, existe a imagem de Senhor Jesus dos Milagres.